# Psolidium
Psolidium is een geslacht van zeekomkommers uit de familie Psolidae. De wetenschappelijke naam van het geslacht werd in 1887 voorgesteld door Hubert Ludwig.

## Soorten
- Psolidium acorbulum Thandar, 2006
- Psolidium aequm Davey & Whitfield, 2013
- Psolidium appendiculatum (de Blainville, 1821)
- Psolidium berentsae O'Loughlin & Maric, 2008
- Psolidium bidiscum Lambert, 1996
- Psolidium boholense (Semper, 1867)
- Psolidium bullatum Ohshima, 1915
- Psolidium complanatum Cherbonnier, 1969
- Psolidium complanatum (Semper, 1867)
- Psolidium disciforme (Théel, 1886)
- Psolidium disjunctum Sluiter, 1901
- Psolidium dorsipes Ludwig, 1887
- Psolidium dyakonovi Baranova, 1977
- Psolidium ekmani Deichmann, 1941
- Psolidium emilyae O'Loughlin & Ahearn, 2008
- Psolidium eubullatum Deichmann, 1941
- Psolidium gaini Vaney, 1914
- Psolidium gracile Ludwig, 1894
- Psolidium granuliferum H.L. Clark, 1938
- Psolidium hutchingsae O'Loughlin & Maric, 2008
- Psolidium imperfectum (H.L. Clark, 1923)
- Psolidium incubans Ekman, 1925
- Psolidium karenae O'Loughlin & Maric, 2008
- Psolidium kermadeci Davey & Whitfield, 2013
- Psolidium laperousazi O'Loughlin & Maric, 2008
- Psolidium marriotti Davey & Whitfield, 2013
- Psolidium marshae O'Loughlin & Maric, 2008
- Psolidium mccallumae O'Loughlin & Maric, 2008
- Psolidium minutum (H.L. Clark, 1938)
- Psolidium mitsukurii Augustin, 1908
- Psolidium multipes Thandar, 2006
- Psolidium nigrescens H.L. Clark, 1938
- Psolidium normani O'Loughlin & Ahearn, 2008
- Psolidium oloughlini Mackenzie & Whitfield, 2011
- Psolidium ornatum (Perrier, 1893)
- Psolidium panamense Ludwig, 1894
- Psolidium parmatum (Sluiter, 1901)
- Psolidium pawsoni O'Loughlin & Ahearn, 2008
- Psolidium planum Deichmann, 1941
- Psolidium poriferum (Studer, 1876)
- Psolidium prostratum Pawson & Valentine, 1981
- Psolidium pseudopulcherrimum Thandar, 2008
- Psolidium pulcherrimum Thandar, 2008
- Psolidium ramum Davey & Whitfield, 2013
- Psolidium ravum Hickman, 1962
- Psolidium rugosum Koehler & Vaney, 1905
- Psolidium schnabelae O'Loughlin & Ahearn, 2008
- Psolidium spinuliferum (Clark, 1938)
- Psolidium tenue Mortensen, 1925
- Psolidium translucidum Koehler & Vaney, 1905
- Psolidium vitreum Ohshima, 1915
- Psolidium whittakeri O'Loughlin & Ahearn, 2008